# Model 3102
De Model 3102 is een stoel ontworpen door Arne Jacobsen in 1955 en staat vanwege zijn vorm ook wel bekend als de Tongue Chair (Tongstoel).